# Gahnia radula
Gahnia radula är en halvgräsart som först beskrevs av Robert Brown, och fick sitt nu gällande namn av George Bentham. Gahnia radula ingår i släktet Gahnia och familjen halvgräs. Inga underarter finns listade i Catalogue of Life.